# Marcus Herrenberger
Marcus Herrenberger (* 1955 in Braunschweig) ist ein deutscher Buchillustrator, Autor und Comiczeichner. Von 1990 bis 2018 hatte er einen Lehrstuhl für Zeichnen und Illustration am Fachbereich Design der Fachhochschule Münster.

## Leben
Marcus Herrenberger wurde 1955 als Sohn des Architekten und Hochschullehrers Justus Herrenberger und der Architektin Helga Herrenberger geb. Wippermann in Braunschweig geboren. Nach dem Abitur an der Gaußschule in Braunschweig studierte Herrenberger Kunsterziehung und Kunstgeschichte an der Hochschule der Künste Berlin. Sein erstes Werk war die Illustrierung des Kinderbuchs Freiheit für Zimbabwe, das 1976 im Sendler-Verlag erschien. 1985 hat er zusammen mit Edouard Bannwart Auf den Spuren einer Stadt bei Ravensburger veröffentlicht, 1987 mit Peter-Lutz Kindermann bei Nicolai Berlin, eine Reise durch Raum und Zeit. 1992 erschien Axel Hackes Der kleine Erziehungsberater mit seinen Illustrationen im Verlag Antje Kunstmann und im Verlag an der Este Zwischen Lenin, Jazz und Harry Lime, einen Comic, in dem eine Ratte durch die Zeitgeschichte von der Oktoberrevolution 1917 bis in das Wien der Nachkriegszeit in Österreich reist. Auf der Illustrations-Biennale in Bratislava 1993 wurde Zwischen Lenin, Jazz und Harry Lime mit einer Plakette BIB ausgezeichnet. In der Katzengraben-Presse erschien 1994 das Buch Katzengraben 14 mit seinen Illustrationen.
2003 war Marcus Herrenberger Juror der Illustrations-Ausstellung der Internationalen Kinderbuchmesse in Bologna. Seit 2004 arbeitet er als Hochschullehrer mit der koreanischen Duksung Women’s University in Seoul zusammen, infolgedessen auch mit der Nationalen Kunstakademie Bulgariens, der Bezalel Academy for Art and Design in Jerusalem und der Mirmar Sinan University in Istanbul. 2008 ist seine Graphic Novel Jahrhundert einer Ratte – Zwischen Lenin, Jazz und Harry Lime / Von Casablanca nach Kyoto in der minedition (Michael Neugebauer Edition) erschienen, in der der erste Teil von 1917 bis 1948 um den zweiten Teil von 1949 bis 2008 ergänzt wird. Zeitgleich erscheint das Buch in zwei Bänden auch in der minedition France als Entre Lénine, le Jazz et Le Troisième Homme und De Casablanca à Kyoto. 2012 veröffentlichte die minedition sein autobiografisch geprägtes Kinderbuch Hat der Tiger Herrn Semmler gefressen? mit Zeichnungen seines Vaters Justus Herrenberger aus den Jahren 1960/61. 2017 erscheint in der minedition sein Bilderbuch Hasenherz, in der minedition France Sauce-toi Petit Lapin !, 2018 in der minedition USA Little Rabbit Has Friends. Aus den Veröffentlichungen seiner Arbeit als Hochschullehrer stammen Münster ilLustRatioN, ein Katalog zur gleichnamigen Ausstellung in Münster 2012 und HI The Hidden Images, 2018, ein Magazin zu Urban Illustration, Studienarbeiten von 2014 - 2018.